# Webové aplikace Ubuntu
Webové aplikace Ubuntu je funkce operačního systému Ubuntu, která integruje podporované webové služby s uživatelským prostředím a umožňuje tak uživateli přehledněji a rychleji interagovat s cloudovými aplikacemi.

## Historie
Webové aplikace Ubuntu byly vytvořeny během vývoje Ubuntu 12.10, kde byly představeny poprvé. Skrze přídavný repositář byly uvolněny také pro starší verzi Ubuntu 12.04.

## Funkce
- Integrace funkcí do zvukového indikátoru
- Možnost ovládání aplikace skrze menu nebo HUD (Head up Display)
- Podpora ikon v Dashi i v levé liště s rozšířením pro kontextovou nabídku a s integrací oznámení.

Prakticky se tak jakákoliv webová aplikace může chovat jako obyčejný desktopový program.

## Podpora
- Ubuntu 12.04, Ubuntu 12.10 a novější.
- Webový prohlížeč Firefox a Chromium.

Webové aplikace Ubuntu podporují, kromě řady jiných služeb, všechny populární sociální sítě (Facebook, Twitter, Google+), multimediální stránky jako YouTube, Last.fm a nebo některé e-mailové schránky, jako Gmail.